# Алмаз (теорія графів)
Алмаз — це планарний неорієнтований граф із 4 вершинами та 5 ребрами. Граф являє собою повний граф {\displaystyle K_{4}} без одного ребра.
Радіус алмаза дорівнює 1, діаметр дорівнює 2, обхват дорівнює 3, хроматичний індекс і хроматичне число дорівнюють 3. Граф також вершинно 2-зв'язаний і реберно 2-зв'язаний, має граціозну розмітку і є гамільтоновим.

## Графи без алмазів і заборонені мінори
Граф є вільним від алмазів, якщо він не містить алмаза в якості породженого підграфа. Графи без трикутників є вільними від алмазів, оскільки будь-який алмаз містить трикутник. 
Сімейство графів, в якому кожна зв'язна компонента є кактусом,  замкнуто донизу відносно операції утворення мінору графа. Це сімейство графів може бути описано єдиним забороненим мінором — алмазом.
Якщо метелик й алмаз є забороненими мінорами, отримане сімейство графів є сімейством псевдолісів.

## Алгебраїчні властивості
Група автоморфізмів алмаза є групою порядку 4, ізоморфною четверній групі Клейна, прямому добутку циклічної групи Z/2Z на себе.
Характеристичний многочлен алмаза дорівнює {\displaystyle x(x+1)(x^{2}-x-4)}. Алмаз є єдиним графом із характеристичним многочленом, що визначає граф за його спектром.